# بني عباس (يريم)

تعديل مصدري - تعديل

بني عباس محلة تابعة لقرية درام، التابعة لعزلة بني عمر بمديرية يريم إحدى مديريات محافظة إب في الجمهورية اليمنية.، بلغ تعداد سكانها 36 حسب تعداد اليمن لعام 2004.